# Johann Jakob Kern
Johann Jakob Kern (Bülach, 16 januari 1810 - Interlaken, 21 december 1873), was een Zwitsers politicus.
Johann Jakob Kern was op 11-jarige leeftijd wees. Hij volgde onderwijs aan de Pestalozzi-school in Yverdon en daarna aan de kantonsschool van Aarau. In 1818 werd hij leraar aan de middelbare school in Bülach. Van 1834 tot 1837 was hij huisonderwijzer bij een rijke familie in Mannheim (Duitsland). Nadien was hij boekhouder bij de koninklijke wagonbouwfabriek te Stuttgart. Hij keerde later naar Zwitserland terug en werkte als secretaris op de Bondskanselarij.
Johann Jakob Kern werd in 1852 tot plaatsvervangend kanselier gekozen. In 1862 werd dit ambt vervangen door het ambt van vicekanselier. Johann Jakob Kern werd tot vicekanselier gekozen. Hij bleef vicekanselier tot 1872.
Johann Jakob Kern werd in 1871 getroffen door een beroerte en was sindsdien niet meer in staat het ambt van vicekanselier te bekleden.